# Clitunno
El Clitunno (latín, Clitumnus) es un río que discurre por la región italiana de la Umbría, afluente del Topino. El nombre es de origen desconocido, pero también lo llevaba el dios fluvial. El Clitunno surge en 42°49.5′N 12°46′E / 42.8250, 12.767 de un naciente a una docena de metros de la antigua vía Flaminia cerca de la ciudad de Campello sul Clitunno entre Espoleto y Trevi: el manantial fue celebrado como un lugar de gran belleza por los romanos pero también por Lord Byron y Giosuè Carducci; en el siglo XIX fue plantado con sauces, y vigilado con atención por su contaminación, está abierto hoy como un lugar de atracción turística de pago.
El Clitunno fluye 60 kilómetros a través de la llanura de Umbría este, pasando por el Templo de Clitunno y las ciudades de Pissignano, Cannaiola, Trevi y Bevagna para unirse al río Topino, un afluente del Tíber, cerca de Cannara. Aunque su corriente es normalmente lenta, está sometido como muchos otros ríos en la llanura umbra oriental a repentinos desbordamientos: sólo fue dominado completamente en el siglo XIX, y está contenido mediante diques en gran parte.
Conocido ya en la antigüedad, tenía como numen tutelar el dios Júpiter Clitunno. Lo cita Virgilio en sus "Geórgicas", que atribuye a sus aguas poderes milagrosos (los bueyes destinados al sacrificio se volvían blancos si se bañaban en sus aguas), mientras el paisaje que lo rodeaba lo describe en una carta  Plinio el Joven. 